# Dolby Surround Pro Logic
Dolby Surround Pro Logic – format dekodowania dźwięku otaczającego, dookólnego (ang. surround – otaczać). Jest to ulepszona wersja systemu dźwięku przestrzennego Dolby Surround, tym razem z czterema kanałami: przednim lewym, przednim centralnym i przednim prawym oraz kanałem tylnym. System został opracowany przez Dolby Laboratories i wprowadzony na rynek elektroniki konsumpcyjnej w 1987 roku. Był to drugi (po Dolby Surround) system dźwięku dookólnego surround powszechnie przyjęty do użytku domowego. Zasada kodowania/dekodowania sygnału wywodzi się z opracowanego dla potrzeb kin profesjonalnego systemu Dolby Stereo.
Dolby Pro Logic wykorzystuje dekodowanie matrycowe 4-kanałowego sygnału zapisanego na dwóch ścieżkach, zgodnie z założeniami formatu Dolby Surround. Jak wiadomo, nagrania Dolby Surround można odtwarzać na sprzęcie bez dekodera Dolby Pro Logic otrzymując w takich warunkach stereo dwukanałowe. "Dolbyzowane" nagrania zapewniają też dobrą kompatybilność z odtwarzaniem monofonicznym. Sprzęt wyposażony w dekoder Dolby Pro Logic dekoduje matrycowo zakodowaną informację tak by stworzyć trzy kanały przednie oraz jeden kanał tylny odtwarzany przez dwa głośniki. W sumie do odtwarzania nagrań Dolby Surround (najlepiej) jak i Stereo (dodatkowa zaleta formatu) wykorzystuje się pięć zestawów głośnikowych. Tylny kanał surround ma pasmo ograniczone do zakresu 100Hz-7kHz i jest opóźniony zwykle o 20 ms. względem kanałów przednich.
Dzięki temu, że Dolby Surround nagrywa się na dwóch ścieżkach, każdy dwukanałowy system Hi-Fi nadaje się do zapisu dźwięku Pro Logic. Nagrania w Dolby Surround pojawiają się na różnych nośnikach jak VHS, CD czy Laserdisc.

## Dolby Pro Logic II
Po roku 2000 pomysł rozwinięto po raz kolejny – powstał Dolby Pro Logic II.
Pozwala on na zapis w sygnale stereo pełnej ścieżki 5.1: lewy, centralny, prawy, lewy surround, prawy surround i głośnik niskotonowy (subwoofer).

## Dolby Pro Logic IIx
Dostępny jest również system umożliwiający kodowanie i dekodowanie dźwięku w kanałach 5.1, 6.1, lub 7.1